# Trachyarus brachypterator
Trachyarus brachypterator är en stekelart som beskrevs av Diller 1988. Trachyarus brachypterator ingår i släktet Trachyarus och familjen brokparasitsteklar. Inga underarter finns listade i Catalogue of Life.